# Goddard Institute for Space Studies

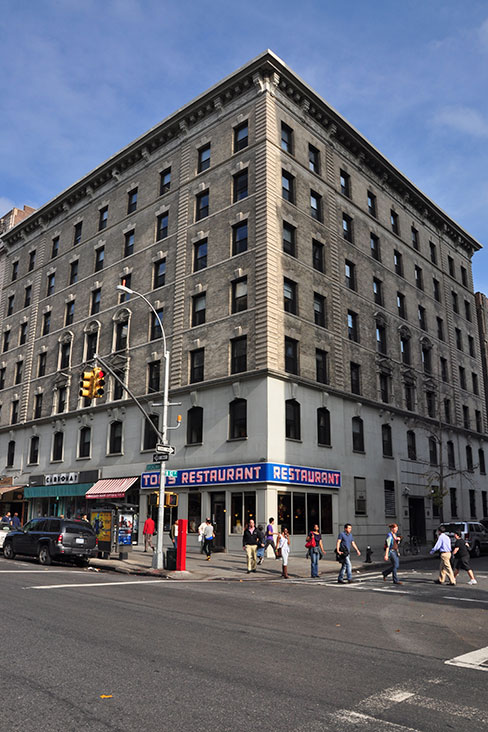
Goddard Institute for Space Studies in New York City (USA)

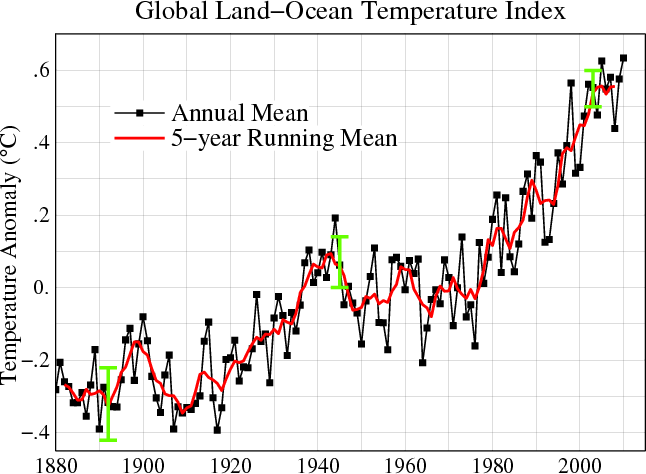
Die GISTEMP-Temperaturkurve bildet die Entwicklung der globalen Durchschnittstemperatur ab.

Das NASA Goddard Institute for Space Studies (GISS) an der Columbia University in New York City ist Bestandteil der Abteilung für Erd-Sonne-Beobachtung am Goddard Space Flight Center sowie des Earth Institute. Das GISS konzentriert sich besonders auf Forschung zur globalen Erwärmung.
Das Institut wurde von Robert Jastrow gegründet und nahm im Mai 1961 seine Arbeit auf. Anfangs beschränkte es sich auf Weltraumforschung, um die Goddard-Programme zu unterstützen. Damals hieß es noch Goddard Space Flight Center Institute for Space Studies.
Das GISS wurde bis Ende des Jahres 2013 von James E. Hansen geleitet. Bekannte Mitarbeiter sind Drew Shindell und Gavin Schmidt, der im Juni 2014 zum dritten Direktor des Instituts ernannt wurde.

## Forschung zum Klimawandel
Einer der Beiträge des GISS zur Klimaforschung ist GISTEMP, eine globale Temperaturdatenbank, mit deren Hilfe die Entwicklung des Weltklimas nachverfolgt werden kann.